# Serra de les Cambres
La Serra de les Cambres és una serra situada al municipis de la Vall de Bianya a la comarca de la Garrotxa i el de Sant Joan de les Abadesses a la comarca del Ripollès, amb una elevació màxima de 982 metres.